# القدیماه
ال قدیماه یک منطقهٔ مسکونی در عربستان سعودی است که در استان مکه واقع شده‌است.